# Ellendale (Delaware)
Ellendale je gradić u američkoj saveznoj državi Delaware. Prema popisu stanovništva iz 2010. u njemu je živjelo 381 stanovnika.